# Гарнет Володимир
Володи́мир Га́рнет (нар. 1870 — пом. 1929) — директор Інституту виноградарства та виноробства ім. В. Є. Таїрова з 1913 по 1929 роки, піонер світового есперанто-руху.
Видавав журнал «Вісник дослідної фізики та елементарної математики», був членом міського товариства турботи про дітей.

## Есперанто-діяльність
Володимир Гарнет був фундатором та першим головою Одеського міського товариства «Есперо» (1894–1897). У 1895–1897 роках видавав та редагував єдину у світі міжнародну газету мовою есперанто Lingvo internacia. Перекладав на мову есперанто твори російської класичної літератури, зокрема, Володимира Короленка.

## Вшанування пам'яті
Ім'я В.Гернета як піонера світового есперанто-руху увійшло до усіх енциклопедій та довідкових видань з історії світового есперанто-руху.
Фасад одного з будинків Національного наукового центру «Інститут виноградарства та виноробства ім. В. Є. Таїрова» в Одесі прикрасила меморіальна дошка на честь першого завідувача Виноробної станції та подвижника есперанто Володимира Гернета.
Автор меморіальної дошки — молодий одеський скульптор, студент Одеського державного художнього училища Максим Бабкін.
Дошку встановлено за ініціативою Одеського молодіжного есперанто-клубу «Вердажо» на честь заслуг В.Гернета як піонера міжнародного есперанто-руху, фундатора першого есперанто-клубу в Одесі (1894 рік) і завідувача виноробної станції. Ініціативу есперантистів підтримали вчені наукового центру та керівники двох одеських есперанто-клубів — «Вердажо» та «Біла акація».